# Oxifoitita
L'oxifoitita és un mineral de la classe dels silicats, que pertany al grup de la turmalina. Rep el nom per la seva relació amb la foitita.

## Característiques
L'oxifoitita és un ciclosilicat de fórmula química □(Fe2+Al₂)Al₆(Si₆O18)(BO₃)₃(OH)₃O. Va ser aprovada com a espècie vàlida per l'Associació Mineralògica Internacional l'any 2016, i la primera publicació data del 2017. Cristal·litza en el sistema trigonal. La seva duresa a l'escala de Mohs és 7. Es tracta de l'anàleg FeAl2-O de la foitita. Mostra relació química amb la foitita a través de la substitució: Y Al + WO² → YFe2+ + W(OH)1–.
L'exemplar que va servir per a determinar l'espècie, el que es coneix com a material tipus, es troba conservat a les col·leccions mineralògiques del museu de ciències de la terra de la Universitat de Roma La Sapienza, a Roma (Itàlia), amb el número de catàleg: 8829/84.

## Formació i jaciments
Va ser descoberta al complex metamòrfic de Cooma, al districte dels monts Snowy, dins el comtat de Beresford, a Nova Gal·les del Sud, Austràlia, on sol trobar-se associada a altres minerals com el quars, la moscovita i el feldespat potàssic. Es tracta de l'únic indret en tot el planeta on ha estat descrita aquesta espècie mineral.